# Трановалто
Трановалто (грч. Τρανόβαλτο) је насељено место у општини Сервија у периферији Западна Македонија, Грчка. Према попису из 2021. године било је 510 становника.
Насеље је 1913. године имао 326 житеља Грка.